# Missisquoi

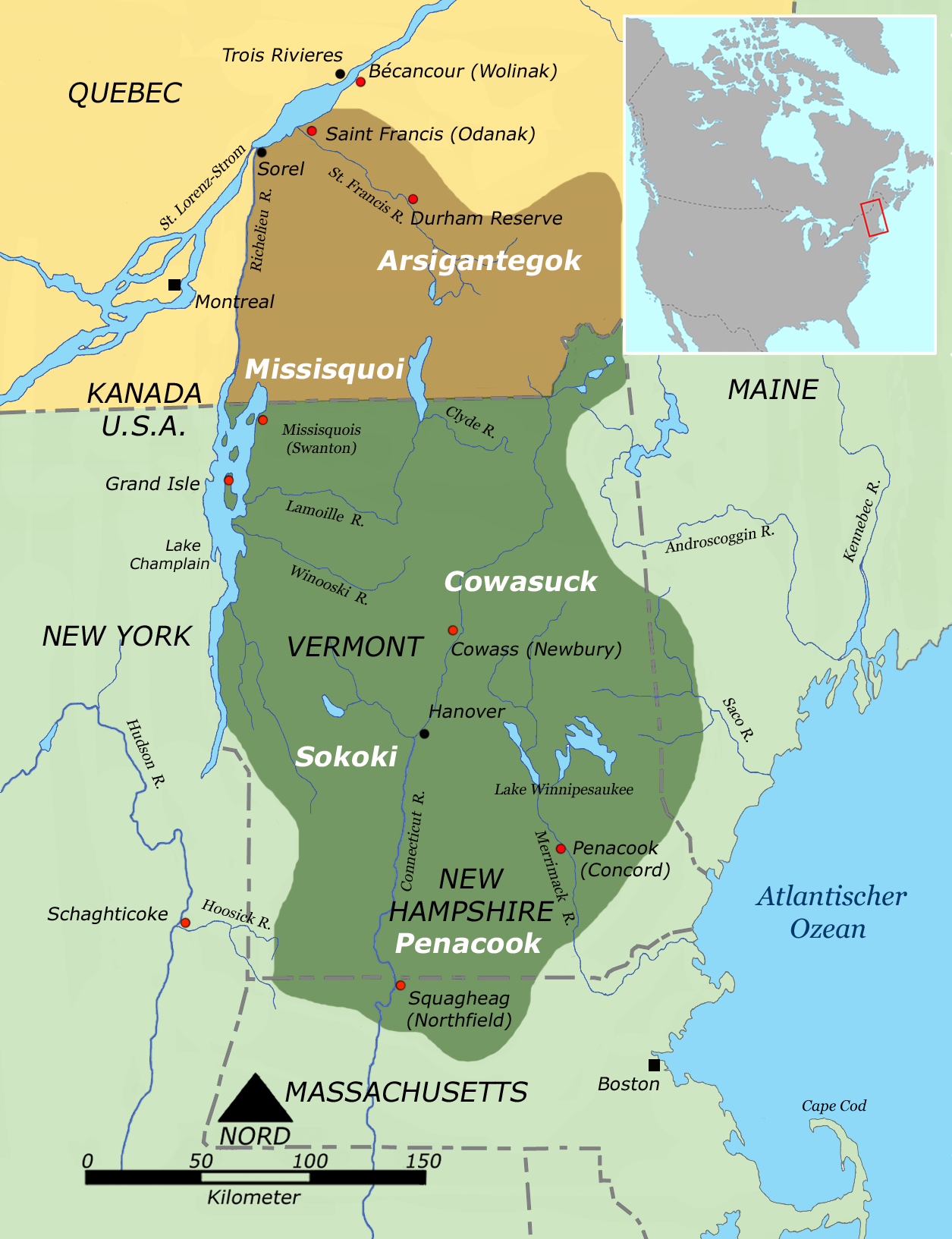
Ehemaliges Wohngebiet der Missisquoi.

Die Missisquoi, auch Missiassik, Mazipskoik, Misiskuoi, Missique oder Missico, sind ein Algonkin sprechender Indianerstamm im nordöstlichen Nordamerika und gehören sprachlich und kulturell zu den Westlichen Abenaki. Sie gehörten der Abenaki-Konföderation an. Ihre Nachfahren sind heute in der Abenaki Nation of Missisquoi organisiert und bemühen sich um die staatliche Anerkennung (engl. Federal recognition) durch die US-Regierung.

## Name und Wohngebiet
Die Bezeichnung Missisquoi stammt von dem Abenaki-Wort Mazipskoik und bedeutet Am Feuerstein, bezogen auf einen Steinbruch in der Nähe von Swanton (Vermont). Die Bewohner hießen Mazipskoi, Plural Mazipskoiak, das heißt  Leute vom Feuerstein. Einige Varianten sind Michiskoui, Misiskuoi, Missiscoui, Masiassuck, Missisassik, Missisque und Missisco.
Die Vermontküste des Lake Champlain war vermutlich seit vorgeschichtlicher Zeit von Westlichen Abenaki bewohnt. Bekannt sind Dörfer an der Mündung der Flüsse Wnooskoi, Lamoille und Missisquoi, auf Grand Isle im Lake Champlain und anderswo; aber im 18. Jahrhundert konzentrierte sich ihre Bevölkerung besonders am Missisquoi River, und der Stamm der Missisquoi wurde in den meisten Berichten Champlain-Valley-Abenaki genannt. Die Stämme in den Tälern des Lake Champlain, des Connecticut und des Merrimack scheinen in der historischen Periode immer friedlich gewesen zu sein. Sie waren oft miteinander verbündet; sie siedelten in denselben Flüchtlings- oder Missionsdörfern und es gibt weitere Beweise dafür, dass sie im Wesentlichen zu einem Volk gehörten.

## Geschichte

### Dummer’s War
Um 1717 wuchsen englische Siedlungen schnell an der Küste Maines nach Norden und weiter in das Tal des Connecticut Rivers ins südlichen Vermont und nach New Hampshire hinein. Viele jesuitische Missionare wollten die Rechte ihrer konvertierten Abenaki und auch Frankreichs verteidigen und ermutigten die Abenaki, den Kampf um ihr Land wieder aufzunehmen. Der Wortführer der Jesuiten war Pater Sébastien Rasles. Verhandlungen zwischen den Briten und Abenaki 1717 und 1719 führten zu keinem Ergebnis und nach mehreren Ausbrüchen von Gewalt erklärte der Gouverneur von Massachusetts Samuel Shuttle den Abenaki 1721 den Krieg, der als Dummer’s War (1721–1725), Lovewells Krieg oder Pater Rasles Krieg, bekannt werden und fünf Jahre lang dauern sollte. Im Jahre 1724 griff die Armee der Kolonisten Norridgewock an, ein Dorf der Östlichen Abenaki am oberen Kennebec River in Maine, brannte es nieder, tötete Pater Rasles und verstümmelte seinen Leichnam.  Obwohl die Franzosen sich nicht direkt am Krieg beteiligten, waren ihre Sympathien eindeutig aufseiten der Abenaki, und die Reaktion auf die Umstände von Rasles Tod verursachten beinahe eine offene Rebellion unter der französischen Bevölkerung.
Nur 150 Kennebec-Flüchtlinge aus Norridgewock schafften die Flucht in das sichere Kanada. Nachdem auch die Pigwacket im folgenden Frühling geschlagen waren, brach der Widerstand der Abenaki in Maine zusammen. Im Dezember unterzeichneten sie einen Friedensvertrag mit Massachusetts.

### Grey Lock
Allerdings ging der Konflikt mit den Westlichen Abenaki,  der auch Grey Locks Krieg genannt wird, noch zwei Jahre lang weiter. Ein Häuptling der Pocumtuc namens Grey Lock hatte nach dem King Philip’s War Zuflucht in Schaghticook in New York gefunden. Er war als junger Mann von weißen Siedlern im westlichen Massachusetts verwundet worden und hasste sie seitdem. Er verließ Schaghticook und ging zu den Westlichen Abenaki nach Missisquoi. Nach dem Ausbruch des Krieges wurde er 1722 Kriegshäuptling und aufgrund seiner erfolgreichen Überfälle gegen Siedlungen der Kolonisten im Tal des Connecticut Rivers hatte er großen Zulauf. Die Engländer waren nicht in der Lage, ihn in seinem Versteck in der Nähe von Missisquoi aufzuspüren, und ersuchten die Irokesen um Hilfe. Diese lehnten aber ab und boten dagegen eine Vermittlerrolle an.
Nachdem der Krieg in Maine 1725 mit der Niederlage der Östlichen Abenaki und dem Friedensvertrag beendet war, sandte Massachusetts im Herbst Geschenke und ein Friedensangebot an Grey Lock. Die Antwort kam in Form von weiteren Überfällen. New York, die Irokesen und die Penobscot unternahmen Vermittlungsversuche, doch Grey Lock ignorierte sie. Allerdings gelang es den Penobscot, dass die kanadischen Abenaki in Bécancour und St. Francis Frieden mit Neuengland schlossen. Grey Lock war nachweislich nicht anwesend, als der Friedensvertrag im Juli 1727 in Montreal unterzeichnet wurde – doch kurz darauf beendete er den Krieg, ohne jemals einen Vertrag mit den Engländern abzuschließen. Grey Lock wurde 70 Jahre alt und der höchste Berg Massachusetts trägt seinen Namen.

### 20. Jahrhundert
Wie die meisten anderen Westlichen Abenaki flohen auch viele Missisquoi nach Kanada und siedelten in Saint Francis und Bécancour, wo sie zum katholischen Glauben konvertierten und zum Teil neue Namen von Heiligen der christlichen Kirche annahmen. Einige Missisquoi sind in St. Francis und Bécancour geblieben, andere Gruppen haben diese Orte im Laufe der Jahre wieder verlassen. Heute sind Angehörige der Missisquoi in ganz Neuengland verstreut, viele gingen auch in die großen Städte, wie Boston und New York, leben dort und sehen aus wie die weißen Amerikaner.
Weder der Bundesstaat Vermont noch die Vereinigten Staaten haben jemals Landansprüche oder den Stammes-Status der dort lebenden Abenaki anerkannt. Die Missisquoi, heute organisiert in der Abenaki Nation of Missisquoi, meldeten zahlreiche Besitzansprüche für Teile ihres alten Wohngebietes an, doch alle wurden bisher abgelehnt. Auch der 1982 gestellte Antrag auf staatliche Anerkennung ist bis heute nicht entschieden.